# Naftalan (Azerbajdžan)
Naftalan (azerski: Naftalan) je grad u Azerbajdžanu. Poznat je po tome što već više tisućljeća postoji lječilište zemno-mineralno uljem istoimenim naftalanom, koje još jedino postoji takvo u Hrvatskoj pod imenom Naftalan Ivanić-Grad u Ivanić-Gradu. Danas žive dosta izbjeglica iz Gorskog Karabaha u tom kavkaskom mjestu.

## Povijest
Regija je već u 12. stoljeću bila poznata po tome što ima zemnog ulja za kupanje, u kojom se iz medicinskih svrha kupaju pacijenti. Ulje iz Naftalana već u to vrijeme izvozilo karavanama u mnoge zemlje Bliskog Istoka, a putnici iz Turske, Irana, Afganistana i drugih zemalja došli su kupati se u ulju, o čemu je pisao i Marko Polo.
Riječ naftalan dolazi iz grčke riječi "naphtha" ("νάφθα"), što znači ulje i od azerskog dometka "-allan" koji je iz glagola "uzeti", stoga ime ovog grada doslovno znači "kupac ulje".
Sjedištem je jedinstvene naftne industrije, u kojoj se proizvodi nafta koju se naziva naftalanom. Dok je nafta vrste naftalan preteška za uobičajene izvozne svrhe, za razliku od ostale kaspijskomorske nafte kojom Azerbajdžan obiluje, naftalan sadrži 50 posto naftalena, ugljikovodika čiji se aktivni sastojak nalazi u sapunima koje se rabi pri liječenju psorijaze. Kao takva ga se koristi samo u medicinske svrhe. Ljudi koji koriste tu naftu sjede u kupki pokriveni naftom do vrata (vidi naftne kupke).

## Vanjske poveznice
Vodič: Naftalan na Wikivoyageu